# Feroz Khan
Feroz Khan (hindi: फ़िरोज़ ख़ान, urdu: فېروز خان) S (25 de septiembre de 1939 - 27 de abril de 2009) fue un actor, editor, productor y director indio de la industria del cine hindi. Por su estilo, es conocido como "el Clint Eastwood del este" y un icono de estilo en la industria.
Apareció en más de 50 películas en los años 1970 y 1980, y se convirtió en uno de la India más amados héroes con su papel en la exitosa película Qurbani de 1980, que también dirigió. Khan seguido este multi-disciplinarias por el logro, director de películas más exitosas, como Dayavan (1988) y Janbaaz (1986). Ganó el Filmfare Mejor Actor de Aadmi Aur Insan en 1970, y fue honrado con el Filmfare Lifetime Achievement Award en 2000

## Primeros años
Feroz Khan nació en Bangalore, India. Su padre era Sadiq Ali Khan Tanoli, que era un pastún y su madre (Fátima) procedían de Irán y fue miembro de la comunidad parsi de la India. Fue criado y educado en el Bishop Cotton Boys' School y St. Germain's Boys High School, en Bangalore. Después de la escuela de Bangalore, llegó a Bombay, donde hizo su debut como actor en la película Didi, en 1960.

## Muerte y funeral
Murió de cáncer el 27 de abril de 2009. Durante su enfermedad volvió a su casa en Bangalore.  Fue enterrado en Bangalore cerca de la tumba de su madre en Hosur con miles de asistentes incluidos personalidades notables de la industria cinematográfica india.